# Otherwise
Gli Otherwise sono un gruppo post-grunge formatosi nel 2006 a Las Vegas, Nevada.

## Storia del gruppo
Gli Otherwise nascono quando Adrian Patrick e suo fratello Ryan cominciano a scrivere musica ancora adolescenti. Il sound del gruppo, all'inizio, era molto distante dal post-grunge, dettato dalla giovane età e dall'inesperienza dei due fratelli. Il loro sound cominciò a diventare più profondo, maturando assieme ai due fratelli:
(Adrian Patrick)
Dopo l'uscita dell'omonimo album di debutto nel 2006, e la pubblicazione all'inizio del 2011 di "Soldier", che ha venduto più di 10 000 copie su iTunes, il gruppo è stato definito da Fox News come "il miglior gruppo senza etichetta discografica in circolazione". All'epoca della pubblicazione di "Soldier", Adrian Patrick era già conosciuto dal pubblico per aver partecipato all'incisione del brano "The Promise" del gruppo alternative metal In This Moment, contenuto nell'album A Star-Crossed Wasteland.
A metà del 2011, il gruppo firmò un contratto con la Century Media Records e l'8 maggio 2012 viene pubblicato True Love Never Dies. L'album raggiunse la 123ª posizione nella Billboard 200. Il titolo dell'album è un tributo al cugino di Adrian e Ryan Patrick.
Il 24 ottobre 2013 annunciano l'inizio della stesura del secondo album in studio, pubblicando pochi giorni dopo l'EP Enjoy the Pain.
Il 2 aprile 2014 viene rivelato il titolo del secondo album in studio, Peace at All Costs, pubblicato il 16 settembre 2014.
Il 28 ottobre 2016 viene pubblicato l'EP live From the Roots, Vol. 1.

## Formazione

### Formazione attuale
- Adrian Patrick – voce (2006-presente)
- Ryan Patrick – chitarra, cori (2006-presente)
- Andrew Pugh – chitarra (2012-presente)
- Vassilios Metropoulos – chitarra (2006-2012), basso, cori (2012-presente)
- Corky Gainsford – batteria, cori (2006-presente)

### Ex componenti
- Flavio Ivan Mendoza – basso, cori (2006-2012)

## Discografia

### Album in studio
- 2006 – Otherwise
- 2012 – True Love Never Dies
- 2014 – Peace at All Costs
- 2017 – Sleeping Lions
- 2019 – Defy
- 2023 – Gawdzillionaire

### EP
- 2009 – Some Kind of Alchemy
- 2013 – Enjoy the Pain
- 2016 – From the Roots, Vol. 1

### Singoli
- 2012 – Soldiers
- 2013 – Rebel Yell / Heaven
- 2014 – Darker Side of the Moon